# Giuseppe Di Grande
Giuseppe Di Grande (Belvedere di Siracusa, 7 settembre 1973) è un ex ciclista su strada italiano, professionista dal 1996 al 2007.

## Carriera
Vincitore del Giro d'Italia dilettanti nel 1995 in maglia Grassi-Mapei, approda tra i professionisti nel corso della stessa stagione con un contratto da stagista alla Mapei, poi confermato per l'anno successivo.
Dopo un anno di apprendistato, nel 1997 conosce la sua miglior stagione della carriera, vincendo una tappa al Tour de Romandie, due alla Settimana Ciclistica Bergamasca, ma soprattutto la dodicesima tappa del Giro d'Italia, sul traguardo di Varazze, concludendo la competizione rosa al settimo posto finale.
Negli anni successivi non conquista alcuna vittoria. Nel 2000 passa alla Festina-Lotus. Nel 2001, quando veste la divisa della Tacconi Sport-Vini Caldirola, viene coinvolto nel blitz dei NAS a Sanremo durante il Giro d'Italia, venendo trovato in possesso di prodotti dopanti. Nel corso dell'irruzione dei carabinieri nella sua stanza d'hotel, cerca di fuggire scappando dalla finestra. Dopo essere stato sospeso per sei mesi dall'attività sportiva, nell'ottobre 2005 verrà anche condannato dalla giustizia ordinaria a sei mesi di detenzione, con pena sospesa.
Nel 2002 ritorna alle competizioni con il team Index-Alexia Alluminio, che tuttavia al termine della stagione è costretto a chiudere per via di problemi finanziari, lasciando Di Grande senza contratto. Nel 2003 non trova sistemazione, "scendendo" tra i dilettanti. Ritorna tra i pro nel 2004 con il team Formaggi Pinzolo Fiavé; durante la stagione partecipa anche al Giro d'Italia, portandolo a termine in ventesima posizione. Conclude infine la carriera nel 2007 dopo un'annata al Team Universal Caffè-Styloffice e due metà di stagione alla Miche.

## Palmarès
- 1995 (dilettanti)

Classifica generale Giro d'Italia dilettanti
Gran Premio Città di Empoli
Gran Premio Industria del Cuoio e delle Pelli
- 1997

5ª tappa Settimana Ciclistica Bergamasca (Zogno)
7ª tappa Settimana Ciclistica Bergamasca (Flero)
1ª tappa Tour de Romandie (Kriegstetten > Le Locle)
12ª tappa Giro d'Italia (La Spezia > Varazze)
- 1998

Gran Premio Comune di Cerreto Guidi

## Piazzamenti

### Grandi Giri
- Giro d'Italia

1996: 26º
1997: 7º
1999: 17º
2001: non partito (20ª tappa)
2004: 20º
- Tour de France

1998: 9º
- Vuelta a España

1998: ritirato (10ª tappa)
2000: ritirato (11ª tappa)
2002: ritirato (15ª tappa)

### Classiche
- Milano-Sanremo

2000: 24º
2002: 18º
- Liegi-Bastogne-Liegi

2000: 42º